# La doctrina del shock (película)
La doctrina del shock (en inglés The Shock Doctrine) es una película documental estrenada en 2009, basada en el libro homónimo de Naomi Klein, dirigida por Michael Winterbottom y Mat Whitecross.
Es una investigación sobre el capitalismo del desastre, basada en el planteamiento de Naomi Klein de que el capitalismo neoliberal se alimenta de los desastres naturales, de la guerra y el terror para establecer su dominio.

## Estreno
Se estrenó el 9 de febrero de 2009 en el Festival Internacional de Cine de Berlín y el 1 de septiembre del mismo año en el Reino Unido para televisión.
Se ha visualizado también en:
- 22 de septiembre de 2009, Festival Internacional de Cine de San Sebastián.
- 25 de septiembre de 2009, Festival Internacional de Cine de Río de Janeiro.
- 21 de noviembre de 2009, IDFA Festival (Países Bajos).
- Enero de 2010, Goteborg International Film Festival (enero de 2010)
- 28 de enero de 2010, Festival de Cine de Sundance
- 19 de abril de 2010, RiverRun International Film Festival.
- Mayo de 2010, DOCVILLE International Documentary Film Festival (Bélgica)
- 2 de noviembre de 2010, New British Film Festival (Rusia)